# Mirrors 2
Pour les articles homonymes, voir Mirrors.
Série
Mirrors
(2008)
Pour plus de détails, voir Fiche technique et Distribution.
Mirrors 2 ou Miroirs 2 au Québec est un film américain réalisé par Víctor García. Le tournage a eu lieu du 16 novembre 2009 au 18 décembre 2009. Directement sorti en vidéo en 2010, c'est la suite du film Mirrors sorti en 2008.

## Synopsis
Max, un jeune toxicomane en réadaptation décide de travailler comme veilleur de nuit dans la boutique de son père. C'est alors qu'il commence à voir des images d'une femme dans les miroirs du magasin. Cependant, les employés de la boutique commencent à être retrouvés morts et c'est Max qui est soupçonné d'être le meurtrier. Le jeune homme devra alors faire le lien entre la femme des miroirs et tous ces morts.

## Fiche technique
- Réalisation : Víctor García
- Scénario : Matt Venne et Kim Sung-ho
- Photo : Lorenzo Senatore
- Montage : Robb Sullivan
- Musique : Frederik Wiedmann
- Producteur : Betsy Danbury, John Portnoy, Nick Thurlow, Tood Williams
- Pays d’origine : États-Unis
- Langue : Anglais
- Genre : horreur, thriller, fantastique
- Date de sortie : 2010
- France : Film Interdit aux moins de 16 ans lors de sa sortie

## Distribution
Source VF: RS Doublage
- Nick Stahl (VF : Alexis Victor ; VQ : Philippe Martin) : Max Matheson
- Emmanuelle Vaugier (VF : Véronique Picciotto ; VQ : Catherine Proulx-Lemay) : Elizabeth Reigns
- Stephanie Honoré (VQ : Annie Griard) : Éléanor Reigns
- Jon Michael Davis (VQ : Éric Bruneau) : Ryan Parker
- Christy Carlson Romano (VF : Julia Boutteville ; VQ : Rosalie Julien) : Jenna McCarthy
- Lawrence Turner (VQ : Yves Soutière) : Keller Landreaux
- William Katt (VQ : Denis Gravereaux) : Jack Matheson
- Jennifer Sipes : Kayla
- Ann McKenzie (VQ : Claudine Chatel) : Docteur Beaumont